# Марин Леоваць
Марин Леоваць (хорв. Marin Leovac, нар. 7 серпня 1988, Яйце) — хорватський та австрійський футболіст, захисник клубу «Осієк» та національної збірної Хорватії.

## Клубна кар'єра
Народився 7 серпня 1988 року в місті Яйце, Югославія (нині — Боснія і Герцеговина). Після розпаду Югославії родина Марина перебралась до Австрії, де він 1997 року почав займатись футболом в клубі «Ашбах», а в квітні 2001 року потрапив в академію клубу «Ед-Цайллерн»
В серпні 2002 року підписав свій перший контракт з клубом «Аустрія» (Відень). Спочатку виступав за молодіжну команду, а з 2006 року став залучатись до матчів другої команди, в якій провів три сезони, взявши участь у 53 матчах чемпіонату.
Своєю грою привернув увагу представників тренерського штабу основної команди, до складу якого приєднався в сезоні 2009/10. Дебютував за «Аустрію» 5 листопада в домашньому матчі Ліги Європи проти німецького «Вердера» (0:2). 8 листопада 2009 в матчі проти «Штурма» (Грац) (1:0) Леоваць дебютував у австрійській Бундеслізі. У своєму першому сезоні за «Аустрію» він зіграв 8 матчів Бундесліги. З наступного сезону став частіше залучатись до матчів основної команди, проте основним гравцем команди так і не став. 2013 року став з командою чемпіоном Австрії, проте за весь сезон 2012/13 вийшов лише в двох матчах чемпіонату.
В січні 2014 року за 250 тис. євро перейшов в хорватську «Рієку». У новій команді відразу став основним гравцем, зігравши до кінця сезону у 10 матчах чемпіонату і ставши віце-чемпіоном Хорватії. Крім того допоміг команді того ж сезону виграти національний кубок, зігравши у трьох матчах, в тому числі в обох фінальних зустрічах проти «Динамо» (Загреб) (1:0, 2:0). Всього за півтора року встиг відіграти за команду з Рієки 44 матчі в національному чемпіонаті.
У серпні 2015 року перейшов у грецький «ПАОК», з яким у сезоні 2016/17 виграв Кубок Греції.

## Виступи за збірну
12 листопада 2014 року дебютував в офіційних матчах у складі національної збірної Хорватії в товариській грі проти збірної Аргентини (1:2), відігравши увесь матч. Наразі провів у формі головної команди країни 5 матчів.
| Дата       | Місто    | Господарі         | Результат | Гості     | Турнір            | Голи | Примітки |
| ---------- | -------- | ----------------- | --------- | --------- | ----------------- | ---- | -------- |
| 12-11-2014 | Лондон   | Аргентина         | 2 – 1     | Хорватія  | товариський матч  | -    |          |
| 7-6-2015   | Вараждин | Хорватія          | 4 – 0     | Гібралтар | товариський матч  | -    |          |
| 12-6-2015  | Спліт    | Хорватія          | 1 – 1     | Італія    | Відбір до ЧЄ 2016 | -    | 90+2'    |
| 15-11-2016 | Белфаст  | Північна Ірландія | 0 – 3     | Хорватія  | товариський матч  | -    |          |
| 24-3-2019  | Будапешт | Угорщина          | 2 – 1     | Хорватія  | Відбір до ЧЄ 2020 | -    | 30'      |
| Усього     |          | Матчів            | 5         |           | Голів             | 0    |          |

## Титули і досягнення
- Чемпіон Австрії (1):

«Аустрія» (Відень): 2012/13
- Володар Кубка Хорватії (2):

«Рієка»: 2013/14
«Динамо»: 2020/21
- Володар Суперкубка Хорватії (2):

«Рієка»: 2014
«Динамо»: 2019
- Володар Кубка Греції (1):

ПАОК: 2016/17
- Чемпіон Хорватії (3):

«Динамо»: 2018/19, 2019/20, 2020/21